# Parlamentswahl in Indien 1991
Die Parlamentswahl in Indien 1991 fand am 20. Mai, sowie 12. und 15. Juni 1991 statt. Die Wahl war eine vorgezogene Wahl und die insgesamt 10. gesamtindische Wahl seit der Unabhängigkeit. Gewählt wurden 521 Abgeordnete. Die Wahl war von der Ermordung Rajiv Gandhis, des Spitzenkandidaten der Kongresspartei, durch eine tamilische Attentäterin am 21. Mai 1991 überschattet. Als Folge der Wahl kam es zum Regierungswechsel mit Bildung einer Minderheitsregierung unter Führung der Kongresspartei.

## Vorgeschichte

### Nach der Wahl 1989

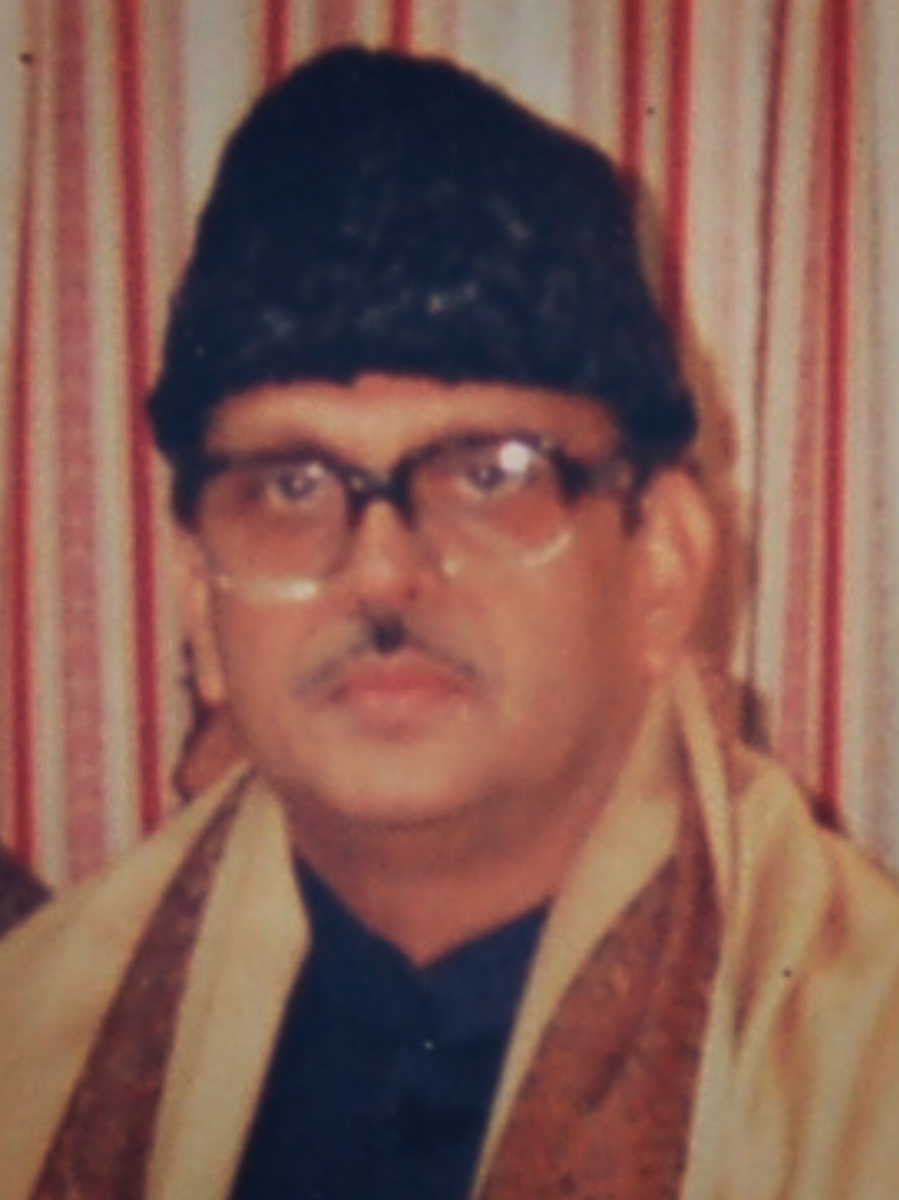
V. P. Singh

Bei der vorangegangenen Wahl 1989 hatte die zuvor regierende Kongresspartei deutliche Verluste hinnehmen müssen und es war zur Bildung einer Regierung unter Führung der erst im Jahr zuvor gegründeten Janata Dal (JD) gekommen. Diese Regierung unter Premierminister V. P. Singh verfügte im Parlament jedoch nur über etwas mehr als ein Viertel der Abgeordnetenmandate. Sie war daher auf die Unterstützung durch andere Parteien angewiesen. Diese Unterstützung erhielt sie aus zwei grundverschiedenen Richtungen des politischen Spektrums, zum einen von der hindu-nationalistischen Bharatiya Janata Party (BJP), zum anderen von den kommunistischen und linkssozialistischen Parteien CPM, CPI, Revolutionary Socialist Party (RSP) und AIFB. Von politischen Kommentatoren wurde die Regierung daher als „crutch government“ (frei übersetzt „Regierung auf Krücken“) bezeichnet. Die Zielrichtungen von BJP einerseits und Kommunisten andererseits waren weitgehend inkompatibel, so dass hier schon die Schwierigkeiten vorprogrammiert waren. Andererseits offenbarte sich schon bei der Wahl des Kandidaten für das Ministerpräsidentenamt ein Führungskonflikt in der Janata Dal, der merkwürdig an die Situation der Janata Party, der Vorläuferin der Janata Dal, im Jahr 1977 erinnerte. Im Wesentlichen gab es in der Janata Dal drei prominente Führungspersönlichkeiten, V. P. Singh (bis 1987 Kongresspartei), Chandra Shekhar (bis 1988 Janata Party) und den Chief Minister von Haryana Devi Lal (bis 1988 Lok Dal). Insbesondere Chandra Shekhar, der im Gegensatz zum die Gegensätze ausbalancierenden Singh als konfliktfreudiger Politiker beschrieben wurde, konnte sich nur schwer mit dem Umstand abfinden, dass Singh den Führungsposten des Premierministers übernommen hatte und lehnte daher auch einen Eintritt in die Regierung Singh ab. Singh sah sich auf der anderen Seite ständig genötigt, die Balance zwischen den die Regierung stützenden Parteien zu halten. So ernannte er beispielsweise den Kaschmiri Mufti Mohammad Sayeed zum Innenminister. Dieser war der erste Muslim auf diesem Posten, was den Beifall der Linksparteien fand. Um die darüber erboste BJP zu besänftigen, ernannte Singh dafür den BJP-Wunschkandidaten Jagmohan Malhotra zum Gouverneur von Jammu und Kashmir. Als die Linke zunehmend begann, Malhotra zu kritisieren, änderte Singh kurzerhand die Zuständigkeiten in seinem Kabinett und ordnete das Ressort Kaschmir-Angelegenheiten dem Eisenbahnminister und Sozialisten George Fernandes zu und stellte damit Malhotra unter dessen Aufsicht. Schlussendlich berief Singh Malhotra ab, kompensierte ihn aber dafür mit einem Posten in der Rajya Sabha.

### Krisenherde Punjab, Assam und Kaschmir
Die Situation im Punjab war weiter von anhaltenden Gewalttätigkeiten bestimmt. Der Bundesstaat stand seit 1987 unter president’s rule, d. h. der Kontrolle der Zentralregierung und da sich die Situation nicht beruhigte musste sogar mehrfach die Verfassung geändert werden (59., 63., 64., 67. und 68. Verfassungszusatz in den Jahren 1988 bis 1991) um president’s rule von ursprünglich maximal 2 auf 5 Jahre auszudehnen. In den Jahren 1989 bis 1991 gab es pro Jahr mehr als 1.000 Todesopfer im Punjab durch terroristische Gewalt, sowie repressive Maßnahmen der Sicherheitskräfte, deren Befugnisse stark erweitert worden waren. Aufgrund der angespannten Lage konnten im Punjab zum zweiten Mal (nach 1984) keine Wahlen abgehalten werden. Die Wahl im Punjab, die für den 22. Juni 1991 vorgesehen war, wurde buchstäblich in letzter Minute abgesagt.
Nach den Wahlen zum Regionalparlament von Jammu und Kashmir 1987 waren massive Vorwürfe von Wahlfälschung und -manipulation erhoben worden. Der Wahlgewinner Farooq Abdullah, der Sohn Mohammed Abdullahs, des „Löwen von Kaschmir“ und einstige Hoffnungsträger der Kaschmiris, wurde durch die Vorkommnisse und seine Allianz mit der Kongresspartei weithin diskreditiert. Viele Kaschmiris begannen wieder mehr in Richtung Pakistan zu sehen. Seit dem Abzug des sowjetischen Besatzungstruppen aus Afghanistan strömten auch zunehmend Mudschahedin-Kämpfer nach Kaschmir, wo sie den Kampf gegen die indische Armee aufnahmen und vom benachbarten Pakistan logistisch unterstützt wurden. Kurz nach Amtsantritt des neuen Innenministers Mufti Mohammed Sayeeds (s. o.) wurde dessen Tochter Rubaiya Sayeed am 8. Dezember 1989 von kaschmirischen Extremisten der Jammu Kashmir Liberation Front entführt. Nach Verhandlungen mit der Regierung und der Freilassung von fünf inhaftierten kaschmirischen Extremisten wurde Rubaiya Sayeed wieder freigelassen. Die Freilassung der Inhaftierten wurde von Tausenden Sympathisanten in Kaschmir gefeiert. Anfang 1990 kam es aufgrund der zunehmenden Gewalt zu einer Massenflucht von Hindus aus Jammu und Kashmir. Kurz darauf wurde Jammu und Kashmir unter president’s rule gestellt und verblieb in diesem Status für die kommenden sechs Jahre.

### Sri Lanka
Im Jahr 1987 waren im Einvernehmen mit der sri-lankischen Regierung indische Spezialkräfte (die Indian Peace Keeping Force, IPKF) im Norden und Osten Sri Lankas stationiert worden um die Durchsetzung eines zuvor abgeschlossenen Friedensabkommens zu gewährleisten. Die IPKF wurde jedoch bald in die Auseinandersetzung mit den tamilischen Tamil Tigers (LTTE) hineingezogen und geriet selbst aufgrund angeschuldigter Menschenrechtsverletzungen gegenüber der tamilischen Zivilbevölkerung auf Sri Lanka in die Kritik. Während der Kämpfe fielen etwa 1.200 indische Soldaten, ohne dass die LTTE entscheidend besiegt werden konnte. Eine der ersten Maßnahmen der Regierung Singh war die Rückbeorderung der IPKF von der Insel. Im März 1990 verließen die letzten indischen Soldaten Sri Lanka.

### Die BJP und die Hindutva-Agenda

Advanis geplante Pilgerfahrt von Somnath nach Ayodhya 1990

Die BJP hatte bei der Wahl 1989 deutlich hinzugewonnen und war zur drittstärksten Partei im Parlament aufgestiegen. Hindu-nationalistische Gruppierungen hatte es seit den 1950er Jahren in der politischen Landschaft Indiens gegeben. Sie wurden aber von der großen Mehrheit der indischen Parteien abgelehnt, die ganz in der Tradition Mahatma Gandhis und auch in Abgrenzung zum Nachbarstaat Pakistan den säkularen Charakter des indischen Staates betonten. Durch die neuen Mehrheitsverhältnisse nach der Wahl 1989 war die BJP plötzlich in die Rolle der Mehrheitsbeschafferin geraten. Dadurch sahen die BJP-Parteiführer die Gelegenheit, ihre Ziele der Hindutva zumindest teilweise durchzusetzen. Der Parteipräsident Lal Krishna Advani kündigte an, vom 25. September bis 30. Oktober 1990 eine Pilgerfahrt quer durch Indien über 10.000 Kilometer zum Geburtsort des Gottes Rama (nach hinduistischer Überlieferung) in Ayodhya (Uttar Pradesh) anzutreten (Ram Rath Yatra). Nach offizieller Ankündigung sollte diese Pilgerreise der Stärkung des Hindu-Selbstbewusstseins dienen, inoffiziell war jedoch zu hören, dass dies der Auftakt zum für den 30. Oktober 1990 anvisierten Beginn des Wiederaufbaus des alten zerstörten Tempels an der Geburtsstätte des Gottes sein sollte. Der Wiederaufbau dieses Ram-Janmabhumi-Tempels gehörte seit langem zu den Zielen der Hindu-Nationalisten. Dies war jedoch konfliktträchtig, da an Stelle des zerstörten Tempels zur Mogulzeit im 16. Jahrhundert eine Moschee, die Babri-Moschee erbaut worden war, die dafür hätte beseitigt werden müssen. Der Bau eines Hindu-Tempels auf den Grundfesten einer zerstörten Moschee hätte unweigerlich Konflikte zwischen Hindus und Muslimen heraufbeschworen. Premierminister Singh bemühte sich in Apellen an alle involvierten Parteien, die Situation zu entschärfen. Am 23. Oktober 1990 ließ der Chief Minister von Bihar Lalu Prasad Yadav (Janata Dal) L. K. Advani, der von zahlreichen Pilgern begleitet wurde, auf seiner Pilgerfahrt durch Bihar festnehmen um ein Erreichen des Zielortes Ayodhya zu verhindern. Daraufhin kündigte die BJP die Unterstützung der Regierung Singh auf.

### Sturz V. P. Singhs und Regierung Chandra Shekhar
Im August 1990 kamen die internen Rivalitäten in der Janata Dal offen zum Ausbruch. Devi Lal, der stellvertretender Premierminister im Kabinett war, erklärte seinen Rücktritt und attackierte Singh als „rückgratlos“. Dahinter verbarg sich auch die Verärgerung Lals, dass sein ältester Sohn Om Prakash Chautala aufgrund politischer Verfehlungen und auf Druck von V. P. Singh vom Amt des Chief Ministers von Haryana hatte zurücktreten müssen. Nach dem Rücktritt Lals begann dieser Massendemonstrationen unter seiner bäuerlichen Anhängerschaft zu organisieren. Daraufhin entschloss sich Singh zu einem Schritt, der das Ende seiner Regierung einläutete. Er verkündete am 7. August 1990, dass seine Regierung darangehen werde, die Empfehlungen der Mandal Commission von 1980 umzusetzen. Die Mandal Commission war 1979 durch die Regierung Desai eingesetzt worden, um die Situation benachteiligter gesellschaftlicher Gruppen zu evaluieren und Maßnahmen zu deren Besserstellung zu empfehlen. In ihrem Schlussbericht empfahl die Kommission 1980, dass zusätzlich zu der Quote von 22,5 %, die den Angehörigen der sogenannten Scheduled Castes (SC) und Scheduled Tribes (ST) bei der Vergabe von staatlichen Stellen oder beispielsweise Studienplätzen eingeräumt wurden, zusätzlich weitere 27 % den sogenannten Other Backward Classes (OBC) (darunter wurden auch Muslime gezählt) reserviert werden sollten. Nach Mandal gehörten 53 % der indischen Bevölkerung zu den OBC. Der Bericht der Kommission war danach in den Schubladen verschwunden und niemand hatte ernsthaft an eine Umsetzung der vorgeschlagenen Maßnahmen gedacht. Konkret hätte die Umsetzung dieser Empfehlungen die Quotierung von etwa 50 % aller Stellen bedeutet (mehr als 50 % waren nach der indischen Verfassung nicht erlaubt). Als Singhs Ankündigung publik wurde, regte sich massenhafter Protest im ganzen Land. Kritische Beobachter meinten darin zu erkennen, wie stark die indische Gesellschaft über alle Parteigrenzen hinweg noch vom Kastendenken geprägt war.
Am 5. Oktober forderten 29 JD-Abgeordnete aus der Anhängerschaft von Chandra Shekhar und Devi Lal den Ministerpräsidenten zum Rücktritt auf. Es kam zu einer Spaltung der Janata Dal und der abgespaltene Teil von 54 Abgeordneten unter Chandra Shekhar und Devi Lal benannte sich Janata Dal (Socialist) (JD(Soc)). Am 7. November 1990 kam es zu einem Vertrauensvotum in der Lok Sabha, das die Regierung Singh mit 346 gegen 142 Stimmen verlor. Gegen die Regierung stimmten die JD(Soc), BJP und Rajiv Gandhis Kongresspartei. Am 10. November trat Singh zurück und Chandra Shekhar wurde als neuer Ministerpräsident vereidigt. Die Regierung Chandra Shekhar hatte nur eine minimale Basis in der Lok Sabha und war vollständig abhängig von der Unterstützung durch die Kongresspartei. Unter diesen Umständen war es nur den Fähigkeiten Chandra Shekhars als politischer Überlebenskünstler zuzuschreiben, dass die Regierung überhaupt noch einige Monate Bestand hatte. Nach vier Monaten Regierungszeit ohne Aussicht auf dauerhafte Mehrheiten wurden am 12. April 1991 die Termine für die Neuwahl bekanntgegeben.

### Wahlkampf und Ermordung Rajiv Gandhis

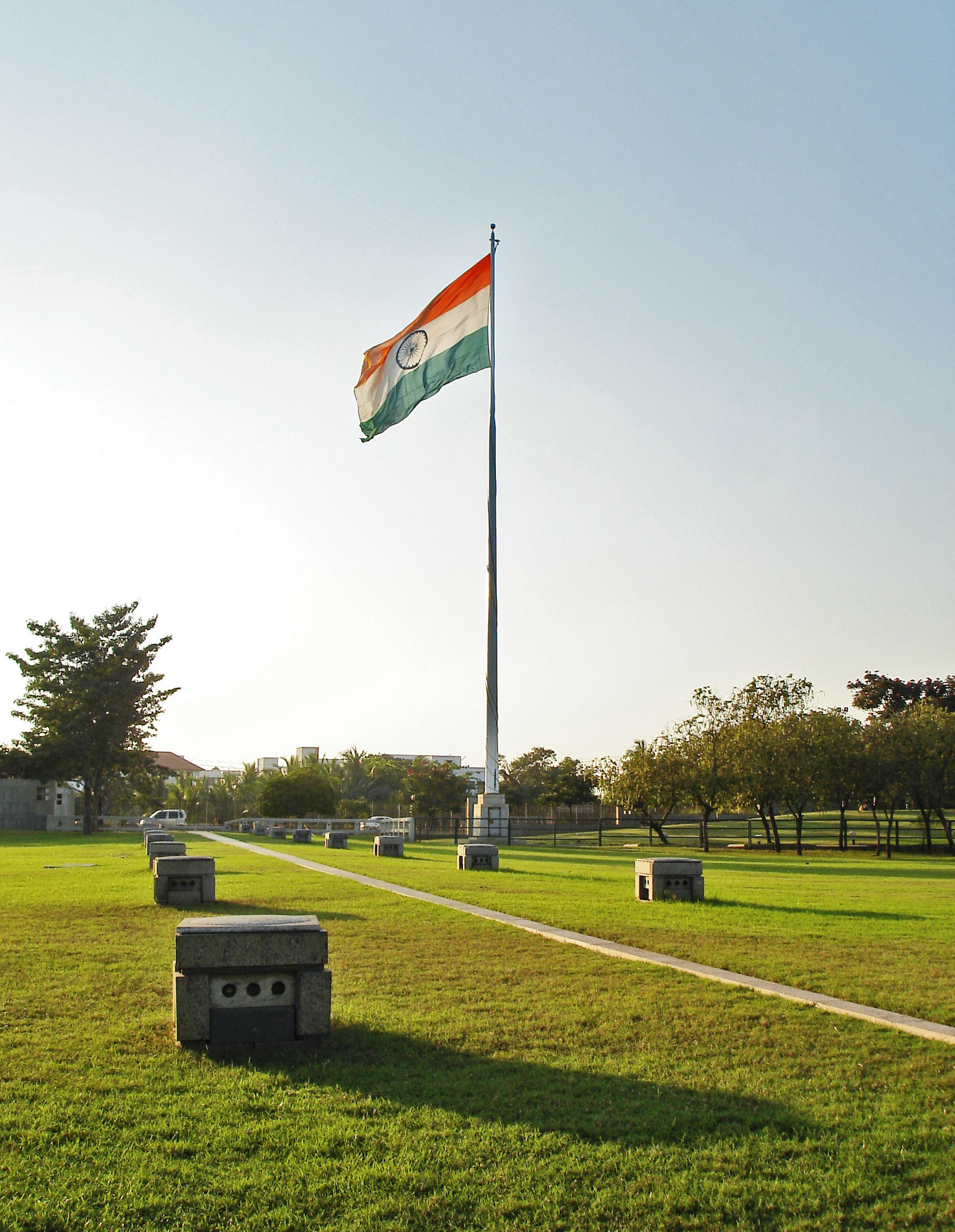
Path of light („Lichtpfad“) – der Weg, den Rajiv Gandhi zur Stelle des Attentats nahm

Im Wahlkampf standen sich im Wesentlichen die folgenden Gruppierungen gegenüber:
- in der politischen Mitte die Kongresspartei, anfänglich geführt von Rajiv Gandhi
- im rechten Spektrum die hindu-nationalistische Bharatiya Janata Party, geführt von L. K. Advani
- im linken Spektrum die National Front, ein Bündnis von Janata Dal, Telugu Desam Party (TDP, in Andhra Pradesh), Asom Gana Parishad (AGP, in Assam) und Jharkhand Mukti Morcha (JMM, in Jharkhand), angeführt von V. P. Singh, in Allianz mit den kommunistischen und linkssozialistischen Parteien
- die Samajwadi Janata Party (Rashtriya) SJP(R), die durch Umbenennung der Janata Dal (Socialist) entstanden war, geführt von Chandra Shekhar

Die Kongresspartei betonte die Notwendigkeit einer stabilen Regierung, die National Front machte sich für die Rechte der Minderprivilegierten stark und forderte eine Gesellschaft ohne die Schranken des Kastenwesens. Die BJP konzentrierte ihre Wahlkampagne ganz auf die Ayodhya-Tempel-Moschee-Kontroverse und stilisierte sich als Anwalt der Hindu-Mehrheitsbevölkerung. Die BJP sprach sich außerdem für eine Abkehr vom bisherigen staatssozialistischen, dirigistischen Wirtschaftssystem und für eine wirtschaftliche Liberalisierung aus.
Das einschneidendste Ereignis während des Wahlkampfes war die Ermordung von Rajiv Gandhi am 21. Mai 1991, einen Tag nach dem ersten Wahltermin. Gandhi besuchte an diesem Tag eine Wahlveranstaltung in Sriperumbudur nahe Madras in Tamil Nadu. Auf der Veranstaltung wurde er von der Attentäterin Thenmozhi Rajaratnam, auch bekannt unter dem Kurznamen Dhanu, angesprochen, die daraufhin ihren Sprengstoffgürtel zur Explosion brachte. Neben Gandhi und der Attentäterin kamen noch 14 weitere Personen dabei ums Leben. Nachfolgende Untersuchungen zeigten die Verbindung der Attentäterin zur LTTE. Gandhi wurde möglicherweise deswegen zur Zielscheibe der LTTE, weil er in einem Interview angekündigt hatte, im Falle seines Wahlsieges erneut indische Truppen in Sri Lanka stationieren zu wollen. Ganz Indien zeigte sich schockiert von dem Mord und die nachfolgenden Wahltermine wurden vom 23. und 25. Mai auf den 12. und 15. Juni 1991 verschoben. Einige Wahlbeobachter erwarteten nach dem Ereignis, dass die Kongresspartei wie nach der Ermordung Indira Gandhis 1984 bei den beiden folgenden Wahlterminen von einem Sympathiebonus profitieren würde.

## Wahlmodus und Wahlablauf
Die Wahl erfolgte nach dem relativen Mehrheitswahlrecht in Einzelwahlkreisen. Die Grenzen der Wahlkreise waren durch die Delimitation Commission of India (Indische Abgrenzungskommission) in den 1970er Jahren aufgrund der Volkszählung von 1971 festgesetzt worden. Aufgrund der Sicherheitslage konnte in den sechs Wahlkreisen von Jammu und Kashmir, sowie in den 13 Wahlkreisen des Punjab keine Wahl abgehalten werden.
Der Wahlkampf und die Wahlen selbst waren von gewalttätigen Auseinandersetzungen, begleitet, wie sie Indien seit langem nicht mehr erlebt hatte. Diese fanden zwischen Hindus und Muslimen, aber auch zwischen Angehörigen unterprivilegierter und „fortgeschrittener“ Kasten statt. Insgesamt kamen dabei mehr als 250 Personen ums Leben. Nach dem ersten Wahltag, dem 20. Mai 1991, wurde das Wahlergebnis in fünf Wahlkreisen durch die indische Wahlkommission annulliert und eine Neuwahl angeordnet. Dies betraf die Wahlkreise Meerut (80), Bulandshahr (78) und Etawah (66) in Uttar Pradesh und die beiden Wahlkreise Purnea (24) und Patna (35) in Bihar. In diesen Wahlkreisen war es zu massiven Gewalttätigkeiten und Einschüchterungen von Wählern gekommen. Alleine in der Stadt Meerut, einem bekannten Epizentrum für Gewalttätigkeiten zwischen Hindus und Muslimen, kamen am Wahltag mindestens 19 Menschen ums Leben. Letztlich unterblieben die Wahlen in den drei Wahlkreisen Purnea, Patna und Meerut.
Insgesamt fanden damit Wahlen in 521 der 543 Wahlkreise statt.
Die Wahlbeteiligung lag mit knapp 57 % merklich unter der vorangegangener Wahlen.
| Bundesstaat oder Unionsterritorium | Wahl- berechtigte | Wähler      | Wahl- beteiligung | Ungültige Stimmen | Zahl der Wahllokale |
| ---------------------------------- | ----------------- | ----------- | ----------------- | ----------------- | ------------------- |
| Andhra Pradesh                     | 42.617.973        | 26.176.731  | 61,42 %           | 2,45 %            | 49.985              |
| Arunachal Pradesh                  | 519.315           | 266.324     | 51,28 %           | 2,03 %            | 1.579               |
| Assam                              | 11.873.952        | 8.935.495   | 75,25 %           | 5,22 %            | 15.719              |
| Bihar                              | 50.453.647        | 30.449.327  | 60,35 %           | 1,50 %            | 61.502              |
| Goa                                | 754.319           | 319.727     | 42,39 %           | 1,58 %            | 1.012               |
| Gujarat                            | 24.882.508        | 10.950.062  | 44,01 %           | 1,83 %            | 27.666              |
| Haryana                            | 9.725.897         | 6.403.796   | 65,84 %           | 3,03 %            | 12.736              |
| Himachal Pradesh                   | 3.076.182         | 1.766.549   | 57,43 %           | 0,77 %            | 4.681               |
| Jammu und Kashmir                  | –                 | –           | –                 | –                 | –                   |
| Karnataka                          | 28.839.296        | 15.807.311  | 54,81 %           | 2,53 %            | 35.471              |
| Kerala                             | 19.657.976        | 14.413.243  | 73,32 %           | 1,09 %            | 18.854              |
| Madhya Pradesh                     | 37.708.721        | 16.726.540  | 44,36 %           | 2,07 %            | 45.092              |
| Maharashtra                        | 48.631.193        | 23.708.067  | 48,75 %           | 1,68 %            | 55.071              |
| Manipur                            | 1.232.149         | 858.194     | 69,65 %           | 0,90 %            | 1.787               |
| Meghalaya                          | 942.513           | 506.636     | 53,75 %           | 1,59 %            | 1.407               |
| Mizoram                            | 414.412           | 242.999     | 58,64 %           | 0,99 %            | 664                 |
| Nagaland                           | 814.836           | 628.015     | 77,07 %           | 0,83 %            | 1.308               |
| Orissa                             | 19.804.564        | 10.656.213  | 53,81 %           | 2,02 %            | 24.048              |
| Punjab                             | –                 | –           | –                 | –                 | –                   |
| Rajasthan                          | 26.513.502        | 12.526.960  | 47,25 %           | 1,49 %            | 30.917              |
| Sikkim                             | 201.704           | 118.502     | 58,75 %           | 2,64 %            | 284                 |
| Tamil Nadu                         | 39.917.777        | 25.514.736  | 63,92 %           | 3,21 %            | 42.961              |
| Tripura                            | 1.561.085         | 1.050.263   | 67,28 %           | 3,19 %            | 1.934               |
| Uttar Pradesh                      | 79.454.881        | 39.126.801  | 49,24 %           | 4,06 %            | 83.736              |
| Westbengalen                       | 41.392.460        | 31.761.339  | 76,73 %           | 2,10 %            | 49.153              |
| Andamanen und Nikobaren            | 169.120           | 108.822     | 64,35 %           | 1,35 %            | 295                 |
| Chandigarh                         | 372.792           | 215.637     | 57,84 %           | 0,92 %            | 385                 |
| Dadra und Nagar Haveli             | 75.009            | 49.863      | 66,48 %           | 2,84 %            | 815                 |
| Daman und Diu                      | 57.892            | 38.786      | 67,00 %           | 2,19 %            | 57                  |
| Delhi                              | 6.073.156         | 2.946.814   | 48,52 %           | 1,14 %            | 6.506               |
| Lakshadweep                        | 31.665            | 25.449      | 80,37 %           | 0,50 %            | 37                  |
| Pondicherry                        | 593.305           | 401.741     | 67,71 %           | 2,48 %            | 691                 |
| Gesamt                             | 498.363.801       | 282.700.942 | 56,73 %           | 2,43 %            | 576.353             |

1. 1 2  In Jammu und Kashmir und im Punjab fand keine Wahl statt.

## Ergebnisse

1. Kongresspartei und Verbündete
2. National Front
3. Partielle Unterstützung der Janata Dal
4. Andere

### Gesamtergebnis

Zusammensetzung der neu gewählten Lok Sabha (Farbgebung wie oben), Kleinparteien ohne Farbe sind von der Sitzordnung in der Mitte einsortiert, soweit sie nicht eindeutig den Linksparteien angehören. Zwei Abgeordnete werden durch den Staatspräsidenten ernannt.
1. Kongresspartei und Verbündete: 246
2. National Front: 79
3. Partielle Unterstützung der Janata Dal: 56
4. Andere ohne oder mit unbekannter Zuordnung: 140
5. Nominierte: 2

Im Gesamtergebnis profitierte die Kongresspartei aufgrund des Mordes an Rajiv Gandhi von einem gewissen Sympathiebonus, da ihre Stimmenverluste lange nicht so hoch ausfielen, wie es nach dem ersten Wahltag (also vor der Ermordung Gandhis) ausgesehen hatte. Der Stimmenanteil der Kongresspartei verringerte sich im Vergleich zur vorangegangenen Wahl etwas. Anders als im Jahr 1984 nach der Ermordung Indira Gandhis, konnte die Kongresspartei keinen zugkräftigen, jungen und unverbrauchten Spitzenkandidaten aufbieten. Nach dem plötzlichen Tod Rajiv Gandhis offenbarte sich, wie stark sie auf die Nehru-Gandhi-Familie fixiert und von einzelnen Führungspersönlichkeiten abhängig geworden war. In aller Eile boten die Parteiführer Rajivs Witwe, der gebürtigen Italienerin und Katholikin Sonia Gandhi, die Führungsrolle an. Sie lehnte diese jedoch ab. Daraufhin einigten sich die Führungsgremien auf den relativ unbekannten 70-jährigen P. V. Narasimha Rao, einen Politiker aus Andhra Pradesh, der bereits in den Regierungen unter Indira und Rajiv Gandhi Ministerposten innegehabt hatte.
Die Position der Kongresspartei in der Lok Sabha verbesserte sich jedoch (ein Effekt des relativen Mehrheitswahlrechts) von 197 Mandaten im Jahr 1989 auf nunmehr 232 Mandate (44,5 %). Wie bei den letzten Wahlen war die Kongresspartei vor allem in den südindischen Staaten erfolgreich. Im Vergleich zur letzten Wahl konnte sie ihre Position in Madhya Pradesh, Rajasthan und Orissa deutlich verbessern. Sie schnitt jedoch unerwartet schlecht in Gujarat ab. In Westbengalen dominierten weiter die Kommunisten und in den bevölkerungsreichen Staaten Uttar Pradesh und Bihar, die früher einmal zu den Hochburgen der Kongresspartei gehört hatten, dominierten jetzt die BJP und die Janata Dal. In Bihar gewann die Kongresspartei nur einen der 52 Wahlkreise, in Uttar Pradesh war sie in 5 von 84 Wahlkreisen erfolgreich. Die BJP konnte zum dritten Mal in Folge bei einer landesweiten Wahl ihren Stimmen- und Mandatsanteil steigern. Sie kam auf 20,11 % der Stimmen und 120 gewonnene Wahlkreise (23,0 %) und etablierte sich damit als nach Stimmen- und Mandaten zweitstärkste Partei. Die National Front unter Führung der Janata Dal schnitt dagegen enttäuschend ab und erreichte nur knapp 14 % der Stimmen und 79 Mandate (15,2 %). Die kommunistischen und linkssozialistischen Parteien konnten ihren Stimmen- und Mandatsanteil von etwa 10 % behaupten.
| Partei                                            | Kürzel                                | Stimmen     | Stimmen | Stimmen | Sitze | Sitze | Sitze   |
| Partei                                            | Kürzel                                | Zahl        | %       | +/-     | Zahl  | +/-   | %       |
| ------------------------------------------------- | ------------------------------------- | ----------- | ------- | ------- | ----- | ----- | ------- |
| Indischer Nationalkongress                        | INC                                   | 99.799.403  | 36,26 % | ▼3,27 % | 232   | ▲35   | 44,5 %  |
| Bharatiya Janata Party                            | BJP                                   | 55.345.075  | 20,11 % | ▲8,75 % | 120   | ▲35   | 23,0 %  |
| Janata Dal                                        | JD                                    | 32.589.180  | 11,84 % | ▼5,95 % | 59    | ▼84   | 11,3 %  |
| Communist Party of India (Marxist)                | CPM                                   | 16.954.797  | 6,16 %  | ▼0,39 % | 35    | ▲2    | 6,7 %   |
| Janata Party                                      | JNP                                   | 9.267.096   | 3,37 %  | ▲2,36 % | 5     | ▲5    | 1,0 %   |
| Telugu Desam Party                                | TDP                                   | 8.223.271   | 2,99 %  | ▼0,30 % | 13    | ▲11   | 2,5 %   |
| Communist Party of India                          | CPI                                   | 6.851.114   | 2,49 %  | ▼0,08 % | 14    | ▲2    | 2,7 %   |
| Dravida Munnetra Kazhagam                         | DMK                                   | 5.741.910   | 2,09 %  | ▼0,30 % | 0     | ▬     | 0,0 %   |
| Bahujan Samaj Party                               | BSP                                   | 4.420.719   | 1,61 %  | ▼0,46 % | 2     | ▼1    | 0,4 %   |
| All India Anna Dravida Munnetra Kazhagam          | AIADMK                                | 4.470.542   | 1,62 %  | ▲0,12 % | 11    | ▬     | 2,1 %   |
| Shiv Sena                                         | SHS                                   | 2.208.712   | 0,80 %  | ▲0,69 % | 4     | ▲3    | 0,8 %   |
| Revolutionary Socialist Party                     | RSP                                   | 1.749.730   | 0,64 %  | ▲0,02 % | 4     | ▬     | 0,8 %   |
| Asom Gana Parishad                                | AGP                                   | 1.489.898   | 0,54 %  | ▲0,54 % | 1     | ▲1    | 0,2 %   |
| Jharkhand Mukti Morcha                            | JMM                                   | 1.481.900   | 0,54 %  | ▲0,2 %  | 6     | ▲3    | 1,2 %   |
| Janata Dal (Gujarat)                              | JD(G)                                 | 1.399.702   | 0,51 %  | (neu)   | 1     | (neu) | 0,2 %   |
| Pattali Makkal Katchi                             | PMK                                   | 1.283.065   | 0,47 %  | ▼0,05 % | 0     | ▬     | 0,0 %   |
| All India Forward Bloc                            | AIFB                                  | 1.145.015   | 0,42 %  | ▬       | 3     | ▬     | 0,6 %   |
| Indian Congress (Socialist) – Sarat Chandra Sinha | ICS(SCS)                              | 982.954     | 0,36 %  | ▲0,03 % | 1     | ▬     | 0,2 %   |
| Muslim League                                     | MUL                                   | 845.418     | 0,31 %  | ▼0,01 % | 2     | ▬     | 0,4 %   |
| All India Majlis-e-Ittehadul Muslimeen            | AIMIM                                 | 456.900     | 0,17 %  | ▼0,04 % | 1     | ▬     | 0,2 %   |
| Kerala Congress (M)                               | KEC(M)                                | 384.255     | 0,14 %  | ▲0,02 % | 1     | ▬     | 0,2 %   |
| Nagaland Peoples Council                          | NPC                                   | 328.015     | 0,12 %  | ▲0,04 % | 1     | ▲1    | 0,2 %   |
| Haryana Vikas Party                               | HVP                                   | 331.794     | 0,12 %  | (neu)   | 1     | (neu) | 0,2 %   |
| Manipur Peoples Party                             | MRP                                   | 169.692     | 0,06 %  | ▲0,01 % | 1     | ▲1    | 0,2 %   |
| Autonomous State Demand Committee                 | ASDC                                  | 139.785     | 0,05 %  | (neu)   | 1     | (neu) | 0,2 %   |
| Sikkim Sangram Parishad                           | SSP                                   | 106.247     | 0,04 %  | ▲0,01 % | 1     | ▬     | 0,2 %   |
| Alle anderen Parteien                             |                                       | 5.599.113   | 2,09 %  | ▼0,75 % | 0     | ▼6    | 0,0 %   |
| Unabhängige                                       | Unab.                                 | 11.441.688  | 4,16 %  | ▼1,09 % | 1     | ▼11   | 0,2 %   |
| Gültige Stimmen                                   | Gültige Stimmen                       | 275.206.990 | 100,0 % | ▬       | 521   | ▼8    | 100,0 % |
| Registrierte Wähler / Wahlbeteiligung             | Registrierte Wähler / Wahlbeteiligung | 498.363.801 | 56,73 % |         |       |       |         |
| Quelle: Election Commission of India              |                                       |             |         |         |       |       |         |

1. 1 2  Bei den Sitz-Gewinnen und -Verlusten ist zu berücksichtigen, dass landesweit nur in 521 der 543 Wahlkreise eine Wahl stattfand. Bei der letzten Wahl im Jahr 1989 wurde in 529 Wahlkreisen gewählt.

### Ergebnis nach Bundesstaaten und Unionsterritorien
Die folgende Tabelle listet die gewonnenen Wahlkreise je nach Bundesstaat/Unionsterritorium auf.
| Bundesstaat             | Sitze | Kongress- partei | Janata Dal und National Front | Kommunist./ linkssoz. Parteien | Andere                    |
| ----------------------- | ----- | ---------------- | ----------------------------- | ------------------------------ | ------------------------- |
| Andamanen und Nikobaren | 1     | INC 1            |                               |                                |                           |
| Andhra Pradesh          | 42    | INC 25           | TDP 13                        | CPI 1 CPM 1                    | AIMIM 1 BJP 1             |
| Arunachal Pradesh       | 2     | INC 2            |                               |                                |                           |
| Assam                   | 14    | INC 8            | AGP 1                         | CPM 1 ASDC 1                   | BJP 2 Unab. 1             |
| Bihar                   | 52    | INC 1            | JD 31 JMM 6                   | CPI 8 CPM 1                    | BJP 5                     |
| Chandigarh              | 1     | INC 1            |                               |                                |                           |
| Dadra und Nagar Haveli  | 1     | INC 1            |                               |                                |                           |
| Daman und Diu           | 1     |                  |                               |                                | BJP 1                     |
| Delhi                   | 7     | INC 2            |                               |                                | BJP 5                     |
| Goa                     | 2     | INC 2            |                               |                                |                           |
| Gujarat                 | 26    | INC 5            |                               |                                | BJP 20 JD(G) 1            |
| Haryana                 | 10    | INC 9            |                               |                                | HVP 1                     |
| Himachal Pradesh        | 4     | INC 2            |                               |                                | BJP 2                     |
| Karnataka               | 28    | INC 23           |                               |                                | BJP 4 JNP 1               |
| Kerala                  | 20    | INC 13           |                               | CPM 3                          | ICS(SCS) 1 MUL 2 KEC(M) 1 |
| Lakshadweep             | 1     | INC 1            |                               |                                |                           |
| Madhya Pradesh          | 40    | INC 27           |                               |                                | BJP 12 BSP 1              |
| Maharashtra             | 48    | INC 38           |                               | CPM 1                          | BJP 5 SHS 4               |
| Manipur                 | 2     | INC 1            |                               |                                | MRP 1                     |
| Meghalaya               | 2     | INC 2            |                               |                                |                           |
| Mizoram                 | 1     | INC 1            |                               |                                |                           |
| Nagaland                | 1     |                  |                               |                                | NPC 1                     |
| Orissa                  | 21    | INC 13           | JD 6                          | CPM 1 CPI 1                    |                           |
| Pondicherry             | 1     | INC 1            |                               |                                |                           |
| Rajasthan               | 25    | INC 13           |                               |                                | BJP 12                    |
| Sikkim                  | 1     |                  |                               |                                | SSP 1                     |
| Tamil Nadu              | 39    | INC 28           |                               |                                | AIADMK 11                 |
| Tripura                 | 2     | INC 2            |                               |                                |                           |
| Uttar Pradesh           | 84    | INC 5            | JD 22                         | CPI 1                          | BJP 51 BSP 1 JNP 4        |
| Westbengalen            | 42    | INC 5            |                               | CPM 27 RSP 4 CPI 3 AIFB 3      |                           |

1. ↑  In den beiden Wahlkreisen Patna und Purnea in Bihar fand keine Wahl statt
2. ↑  Im Wahlkreis Meerut in Uttar Pradesh fand keine Wahl statt

## Nach der Wahl

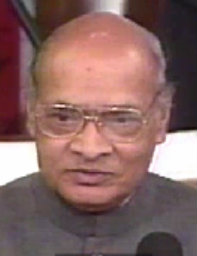
Der neue Premierminister P. V. Narasimha Rao

Die Mehrheitsverhältnisse im neu gewählten Parlament waren so, dass keine Regierung ohne Beteiligung der Kongresspartei gebildet werden konnte. Allerdings hatte die Kongresspartei die absolute Mehrheit verfehlt und war auf die Unterstützung anderer Parteien in der Lok Sabha angewiesen. Am 21. Juni 1991 wurde P. V. Narasimha Rao als Premierminister einer Kongresspartei-geführten Minderheitsregierung vereidigt. Am 15. Juli 1991 überstand die neue Regierung das erste Vertrauensvotum. Im Februar 1992 wurde auch die Wahl im Punjab nachgeholt.